# Idalus brachystriata
Idalus brachystriata är en fjärilsart som beskrevs av Paul Dognin 1912. Idalus brachystriata ingår i släktet Idalus och familjen björnspinnare. Inga underarter finns listade i Catalogue of Life.